# D’Alembertsches Paradoxon
Das d’Alembertsche Paradoxon ist eine Aussage in der Strömungsmechanik, die sich aus dem Energieerhaltungssatz herleiten lässt (s. u.). Das Paradoxon wurde erstmals 1752 von Jean Baptiste le Rond d’Alembert formuliert.
Es besagt, dass ein beliebig geformter, undurchlässiger Körper in einer unbegrenzten, reibungslosen und stationären Parallelanströmung keinen Widerstand erfährt, also keine Kraft in Richtung der Strömung, wenn die Voraussetzung erfüllt ist, dass die durch den Körper bewirkte Störung der Strömung in großer Entfernung vom Körper abklingt. Kräfte senkrecht zur Anströmungsrichtung (dynamischer Auftrieb wie beim Tragflügel) sind dabei nicht ausgeschlossen, so dass beispielsweise ein unbegrenzter horizontaler Segelflug ohne Energieaufwand möglich wäre.
Eine Quelle, also ein Körper, aus dem Flüssigkeit ausströmt, erfährt sogar einen Vortrieb, d. h. eine Kraft, die der Strömung entgegengerichtet ist. Umgekehrt erfährt eine Senke eine Kraft in Strömungsrichtung.
Die Aussage des Paradoxons von d’Alembert ist paradox in dem Sinne, dass sie unserer Alltagserfahrung widerspricht, da in realen Strömungen im Allgemeinen weder die Reibungskräfte noch die Störung der Strömung durch den Körper vollständig vernachlässigt werden können, sodass die Voraussetzungen der Aussage nicht erfüllt sind.
Die Begründung mit dem Energiesatz geht wie folgt: 
 Wenn eine Kraftkomponente in Richtung der gleichförmigen Bewegung des Körpers erforderlich wäre, um die Bewegung aufrechtzuerhalten, so würde von der Kraft ständig mechanische Arbeit an der Flüssigkeit (oder dem Gas) geleistet. Die Energie kann aber von der idealen Flüssigkeit (oder dem Gas) nicht aufgenommen werden, weil es weder Reibungsverluste gibt, die eine Umwandlung in Wärme erlauben würden, noch Veränderungen in der kinetischen Energie der Flüssigkeit (wegen der vorausgesetzten Stationarität, d. h. der überall gleichbleibenden Strömungsgeschwindigkeiten). Nach dem Energieerhaltungssatz muss daher die Kraftkomponente in Bewegungsrichtung null sein.